# Lochside (Isle Madame)
Lochside  est une communauté acadienne sur l'Isle Madame au Cap-Breton.